# NK Pohorje
Nogometni Klub Pohorje – słoweński klub piłkarski grający w rozgrywkach regionalnych w sezonie 2014/2015, mający siedzibę w mieście Ruše.

## Sukcesy
- II liga:

wicemistrzostwo (1): 1998-99
- III liga:

mistrzostwo (2): 1997-98, 2002-03
wicemistrzostwo (2): 1995-96, 1996-97